# Holi Festival of Colours
Die Holi Festival of Colours Tour ist eine Reihe an Musikveranstaltungen, die in verschiedenen Ländern stattfindet. Die Konzerte sind inspiriert vom Holi-Frühlingsfest und basieren auf dem farbigen Pulver, welches ebendieses ausmacht. Es entwickelte sich während der 2010er zu weltbekannten, stark besuchten Veranstaltungen. Entstanden ist die Tour durch die „Holi Concept“ GmbH, die durch die Veranstalter Jasper Hellmann, Max Riedel und Maxim Derenko betrieben wird. Die Konzerte finden auf fünf verschiedenen Kontinenten, jeweils zwischen Frühling und Sommer an einem Samstag von 12 Uhr bis 20 Uhr statt.

## Geschichte
Zu einem Festival dieser Art kam es erstmals am 29. Juni 2012. Dieses wurde in Berlin auf dem Gelände des Postbahnhof ausgerichtet. Besucht wurde es trotz regnerischen Wetters von über 2.500 Gästen. Noch im selben Jahr folgten drei weitere Holi-Festivals: In München, Hannover und Dresden. München galt mit über 10.000 Gästen als das Größte. Im Jahr 2013 globalisierte sich das Festival der Farben mit einer Eröffnung in Berlin am 10. Mai 2013. Organisiert wurden weitere Holi-Festivals auf drei unterschiedlichen Kontinenten und sieben verschiedenen Ländern, darunter Österreich mit Wien, Amsterdam in den Niederlanden sowie in Barcelona, Spanien und Kapstadt, Südafrika. Der Schwerpunkt der 2013er Tour war dennoch wieder Deutschland mit 15 Veranstaltungen in 14 Städten. Ebenfalls im Jahre 2013, fand das Festival an zwei aufeinander folgenden Tagen statt. Das Ganze spielte sich am 10. und 11. August 2013 mit über 30.000 Teilnehmern an der Battersea Power Station in London ab. Das größte Ein-Tages-Festival fand in Mannheim mit über 20.000 Gästen statt. 2014 breitete sich das Holi-Festival in der gesamten Welt aus. Neu dazu kamen Länder wie Italien (Rom), Frankreich (Paris), Neuseeland (Auckland), Irland (Dublin), Tunesien (Hammamet) und die Schweiz (Zürich).

## Ablauf

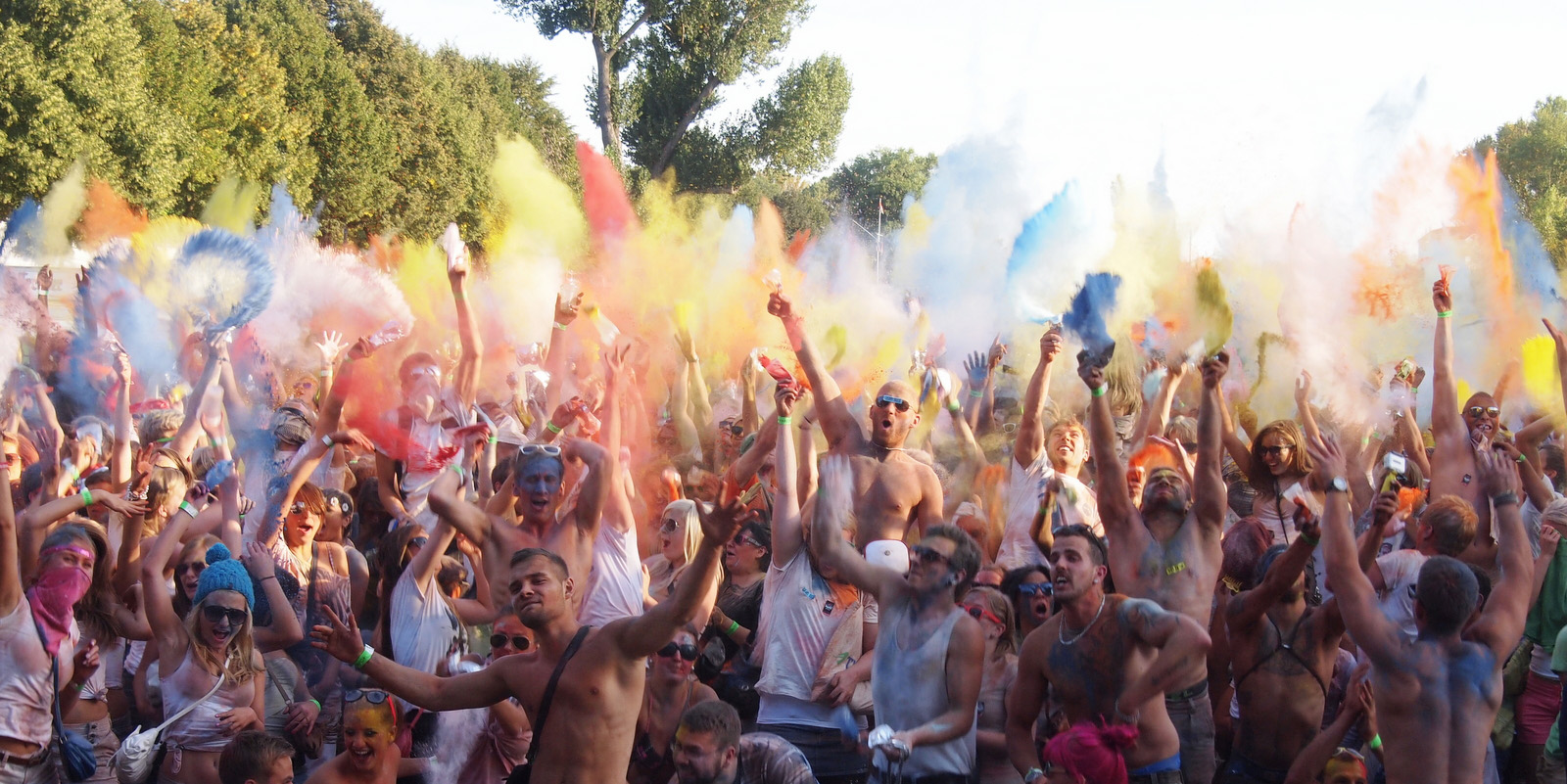
„Holi Festival of Colors“-Veranstaltung 2012 in Deutschland

### Zeitplan
Der Ablauf ist in allen Städten des Festival der Farb-Tour sehr ähnlich. Das Fest beginnt um 12 Uhr. Meist beginnt der größte Ansturm erst im Laufe des Nachmittags, weshalb kurz nach Eröffnung erst eine kleine Auswahl an unbekannteren Warm-up-DJs auflegt. Jeder DJ spielt ein ein- bis zweistündiges Set, Ausnahmen bilden Special-Guests. Um 15 Uhr beginnt der erste sogenannte „Farbcountdown“. Dabei wird von 10 heruntergezählt, woraufhin alle eine Hand voll Farbe, das sog. Gulal Pulver, in die Luft werfen. Dieses Pulver ist in den letzten Jahren in Deutschland oft auf den Prüfstand gekommen, da es im Ausland zu Unfällen mit ungeprüften Pulver gekommen ist. In Deutschland wird, laut Veranstalter, nur geprüftes Holi Pulver verwendet. Der Countdown wird meist genutzt um das Set des einen DJs oder DJ-Teams zu beenden und das des Nächsten zu starten. Dieser Vorgang wird bis zum Ende jede Stunde wiederholt. Im Jahre 2015 stellte das Holi-Festival in Hamburg einen Rekord auf, indem sie die Farbwolke eine Minute lang am Leben hielten. Das Festival endet um 20 Uhr und die Musik stoppt. Mit Ausnahme von London 2013, finden die Veranstaltungen samstags statt. Grund für die Ausnahme war die enorme Nachfrage nach Tickets, weshalb zwei Termine, der Samstag und der Sonntag organisiert wurden. Für jedes Holi-Festival wird ein Aftermovie produziert. Des Weiteren sind immer Foto-Teams vor Ort, welche die geschossenen Bilder auf der jeweiligen Facebook-Seite veröffentlichen.

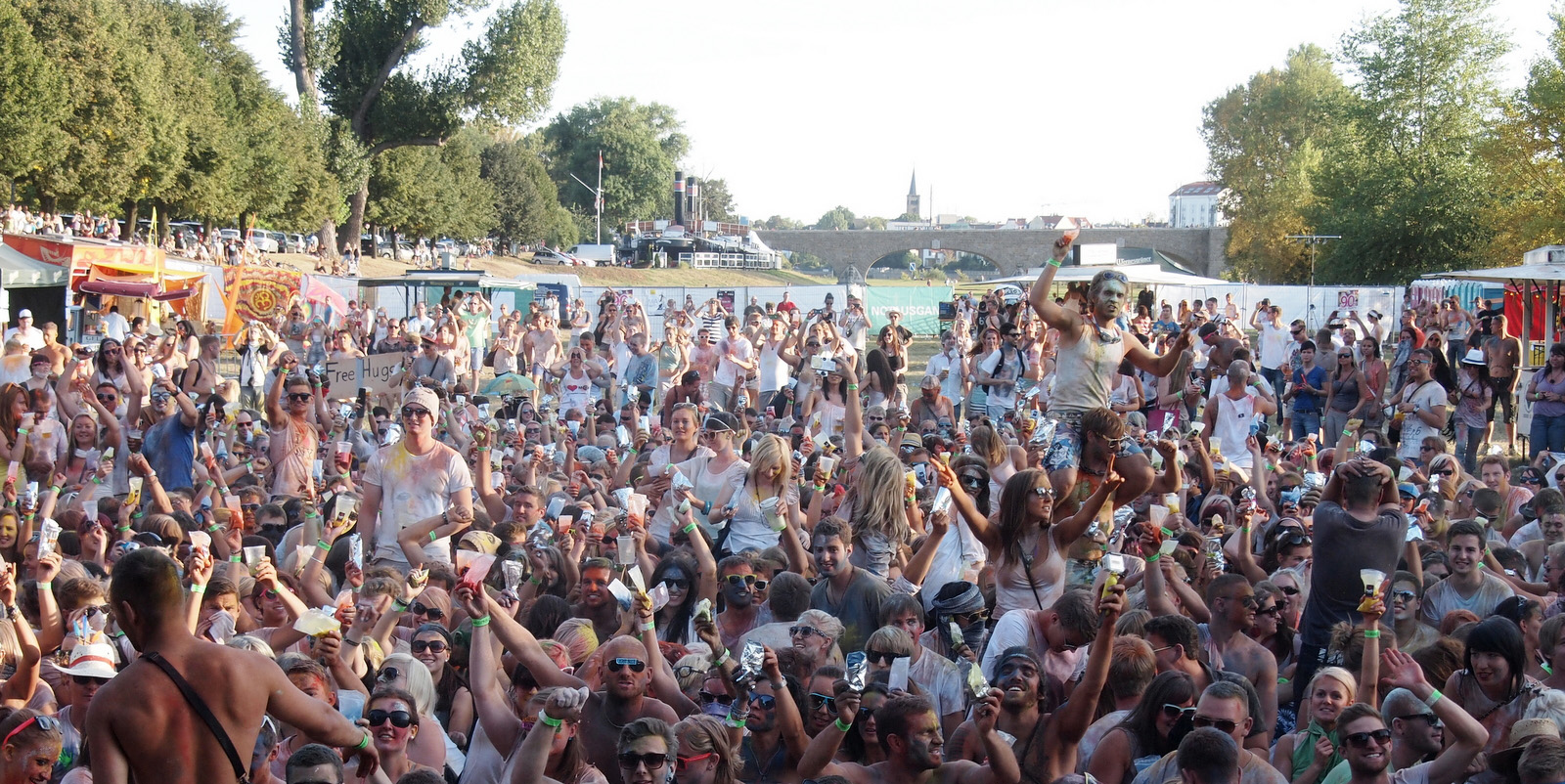
„Holi Festival of Colors“-Veranstaltung in Magdeburg 2012

### Set-Up
Im Allgemeinen gibt es eine große Bühne, auf der die DJs auflegen. Die Bühnentechnik wird, anders als bei konventionellen Musikveranstaltungen, zusätzlich mit besonders starken Gebläsen ausgestattet. Diese sollen die Staubwolken von der Bühne weghalten und verhindern, dass sich der feine Staub in allen Ritzen festsetzt. Trotzdem haben bei ungünstigen Windverhältnissen manche empfindliche Geräte nur eine Lebensdauer von wenigen Stunden und müssen hinterher generalüberholt oder ersetzt werden. Viele der Teilnehmer schützen sich mit Halstüchern oder Staubschutzmasken vor der Gefahr einer Staublunge. Es gibt auch Showacts wie indische Tänzer, Trommler und Darsteller sowie einen Entertainer, der für Stimmung und die Moderation sorgt. Neben zahlreichen Lebensmittel- und Getränkeständen, sind auch die Stände der Sponsoren auf dem Festivalgelände zu finden. Direkt vor der Bühne ist in der Regel ein abgesperrtes Areal, das nur eine beschränkte Anzahl an Personen betreten darf, abgesichert ist dies neben einem Zaun von der Security. Je nach Wahl der Karten muss das Farbpulver, zusammen mit verschiedenen Warenprodukte, wie T-Shirts, Masken, Sonnenbrillen oder indischen Dekorationen gekauft werden. Ein Festival-Armband ist am Eingang lediglich für die über 18-Jährigen erhältlich, zum Ende erhalten auch die restlichen Besucher das Band.

## Länder
Das Holi-Festival findet je nach Jahr in unterschiedlichen Städten verschiedener Länder statt. Schwerpunkt liegt dabei insbesondere auf Deutschland, da die Gründer der Organisation aus Deutschland stammen. Während 2013 nur einige wenige europäische Länder mitwirkten stieg die Anzahl der Länder bis 2015 auf über 60, verteilt über alle Kontinente. In der folgenden Tabelle sind einige ausgewählte Länder sowie Städte zu finden.
| - Argentinien Buenos Aires - Belgien Antwerpen - Brasilien Rio de Janeiro - Chile Santiago de Chile - Deutschland Augsburg Berlin Bochum Dortmund Dresden Essen Frankfurt am Main Gelsenkirchen Hamburg Hannover Karlsruhe Köln Leipzig | Leverkusen Mannheim München Nürnberg Oberhausen Saarbrücken Tübingen - Frankreich Paris - Griechenland Athen - Vereinigtes Königreich London - Italien Rom - Irland Dublin Luxemburg Mersch | - Mexiko Cancún Mexiko-Stadt - Niederlande Amsterdam Utrecht - Neuseeland Auckland - Österreich Linz Salzburg Wien - Schweiz Zürich - Spanien Barcelona - Südafrika Durban Johannesburg Kapstadt |

## Musik
Die Musik beim Holi lässt sich überwiegend in Kategorien Dance, House und Trap einordnen. Die Stile und Subgenres variieren je nach DJ und Uhrzeit. Die Warming-Up-Musiker spielen meist etwas seichtere, weniger aggressive Musik, während sie gegen späten Nachmittag immer tanzbarer wird und die Genres Electro- und Progressive-House abdeckt. Auch dies ist strenggenommen von den derzeit auflegenden DJs abhängig. Gegen Abend wird die Musik etwas Deep-House-lastiger.

### Hymnen
Im Jahre 2014 wurden mehrere offizielle Hymnen veröffentlicht. Über Sony Music erschien am 5. April 2014 die Single Save the Night des deutschen DJs und Produzenten Dirty Dasmo. Der Titel lässt sich als eine Mischung aus Trance und Progressive House beschreiben. Des Weiteren unterstützt auch das deutsche Plattenlabel Kontor Records und hat somit sowohl auf das Line-Up sowie auch auf die Hymnen Einfluss. Im Auftrag des Labels produzierte deutsche Progressive-House-Produzent Cuebrick, der selber Teil des Line-Ups war gleich zwei Titel, zum einen das Lied Colorblind sowie auch den Titel Unity, die ihm beide Erfolg einbrachten. Die Musikvideos zeigen allesamt Ausschnitte der Festivals.

### Line-Up
Das Line-Up ist von Land zu Land und von Stadt zu Stadt unterschiedlich. Jedoch gibt es auch eine Auswahl an DJs, die gleich auf mehreren Festivals spielen oder nicht nur einen kleinen Namen in der Dance-Szene haben, sondern auch als Produzent große Erfolge feierten beziehungsweise feiern, darunter sind Benga, Kele Okereke, Lexy & K-Paul, Mightyfools, Moguai, Sebastian Ingrosso oder die Sick Individuals. Im Folgenden ist eine Auswahl des Line-Ups zu finden.
| - Aka Aka - Andhim - Animal Swing Kids - Bara Bröst - Benga - Bombay Boogie Soundsystem - Breakage - Christian Varela - Cuebrick - Daniel Steinberg - Das Bo - David Solano - Dirty Doering - Drauf & Dran - Drunken Masters - Dumme Jungs - Edu Imbernon | - Eskei83 - Feadz - Hanne & Lore - Hausdoktoren - Honka - Juan Sanchez - Kabale und Liebe - Kele (Bloc Party) - Lexy & K-Paul - Marc Marzenit - Marcus Meinhardt - Mightyfools - MistaJam - Modek - Moestwanted - Moguai | - Moonbootica - Oliver Koletzki - Ostblockschlampen - Panjabi MC - Sander Kleinenberg - Sascha Braemer - Schluck den Druck - Sebastian Ingrosso - Sick Individuals - Stereo Express - Steve Nash - Superflu - The Oddword - Tiefschwarz - Turntablerocker - Umami |

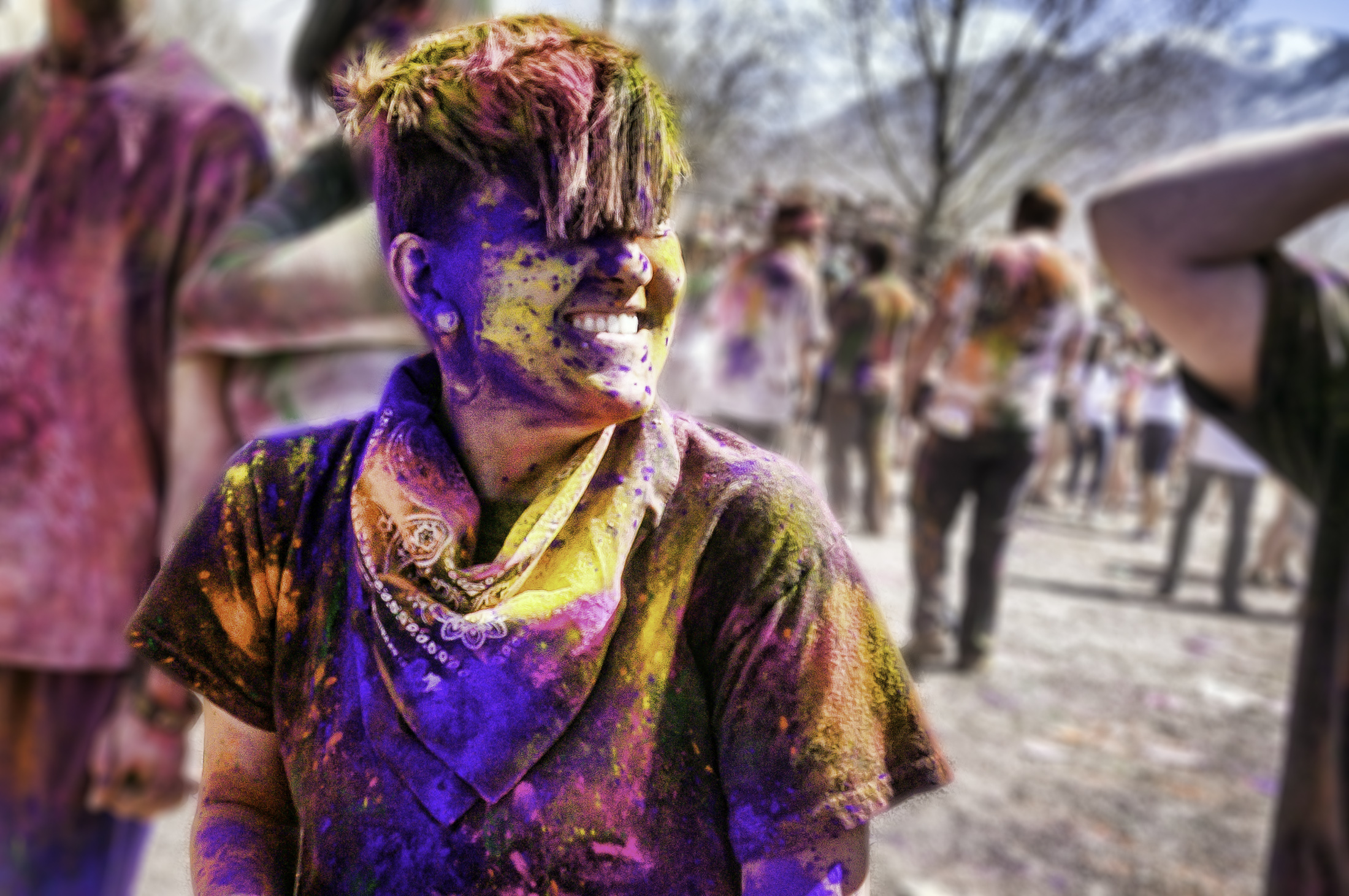
„Holi Festival of Colors“-Veranstaltung Utah 2013
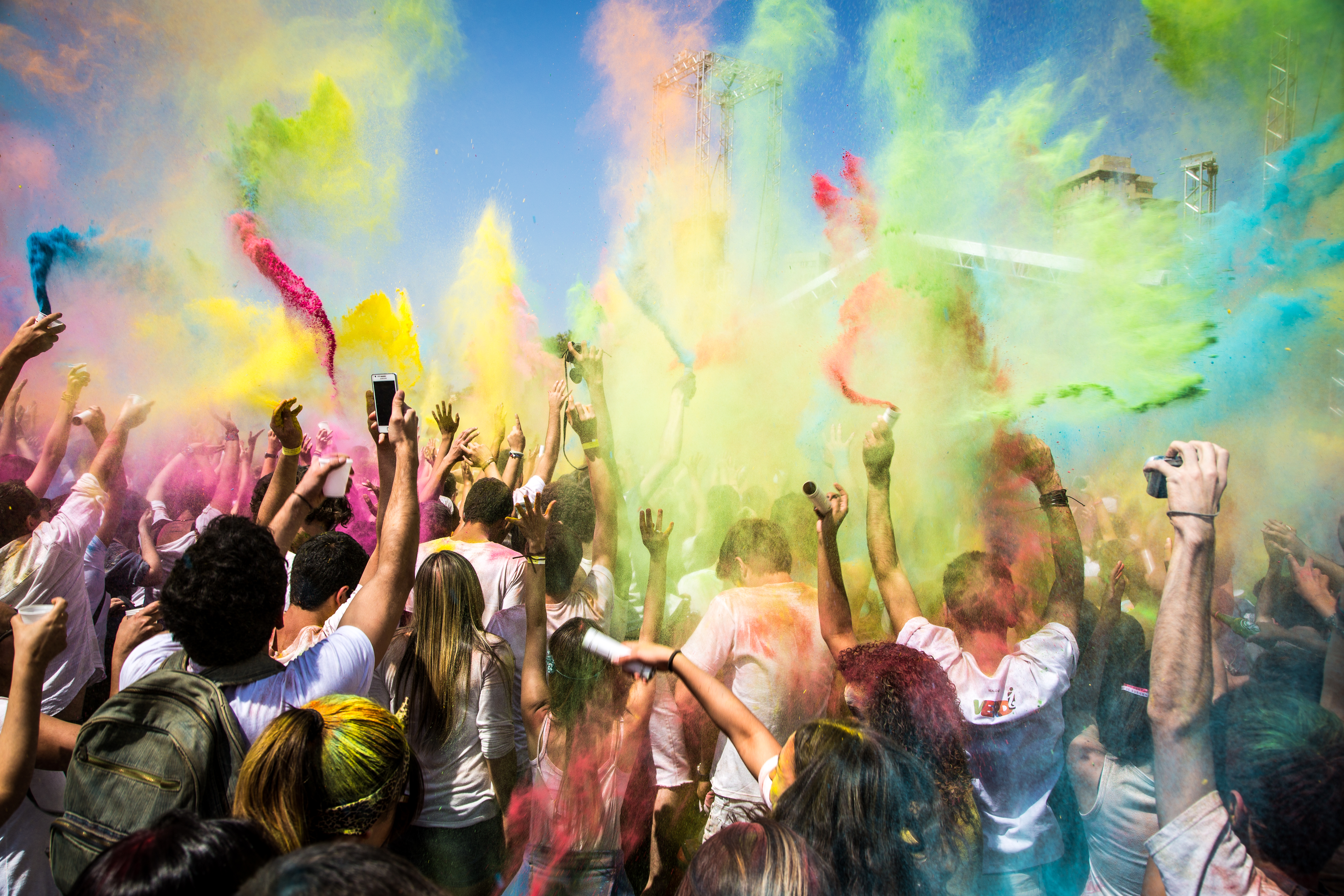
„Holi Festival of Colors“-Veranstaltung São Paulo, Brasilien 2013
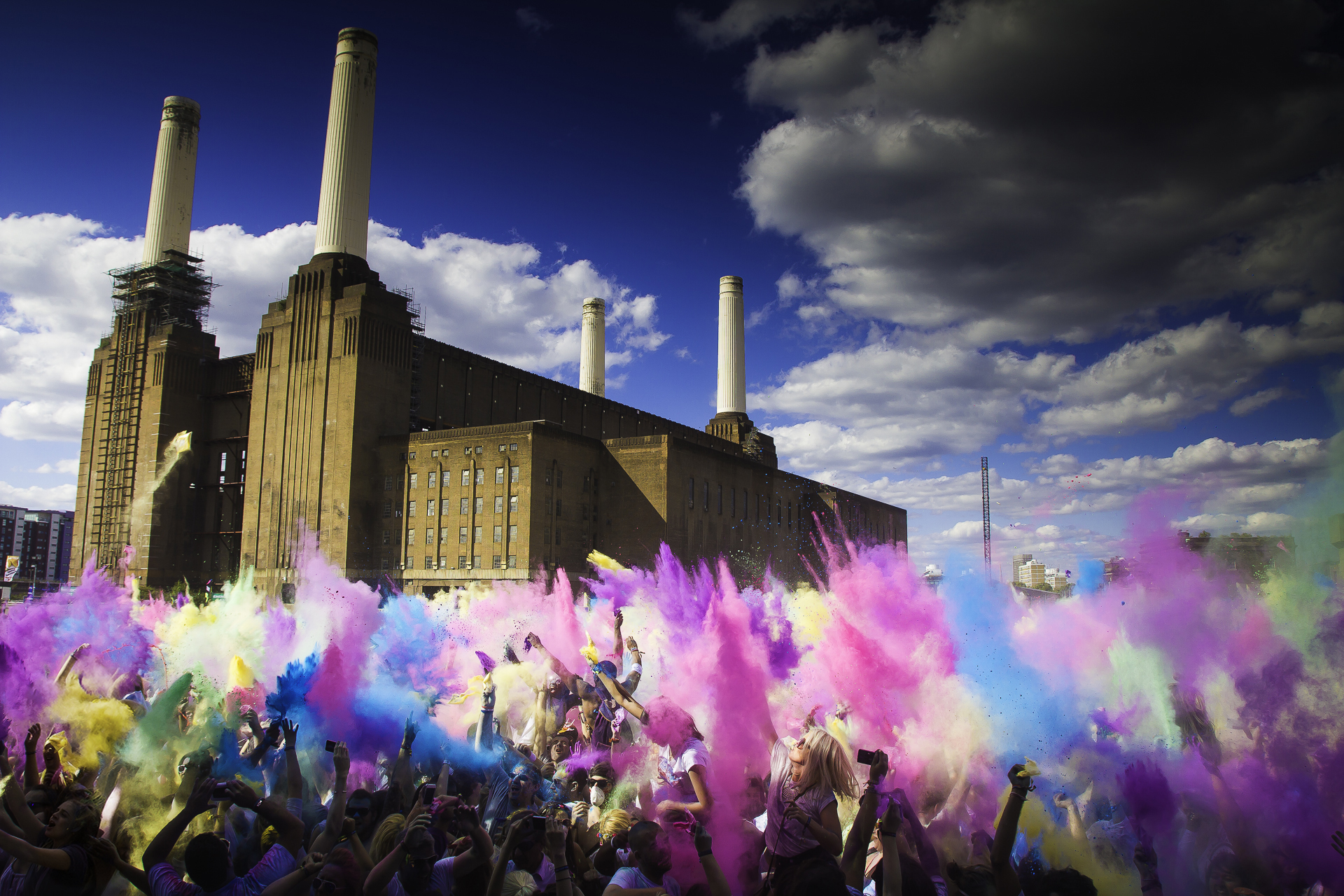
„Holi Festival of Colors“-Veranstaltung London, Battersea Power Station 2014
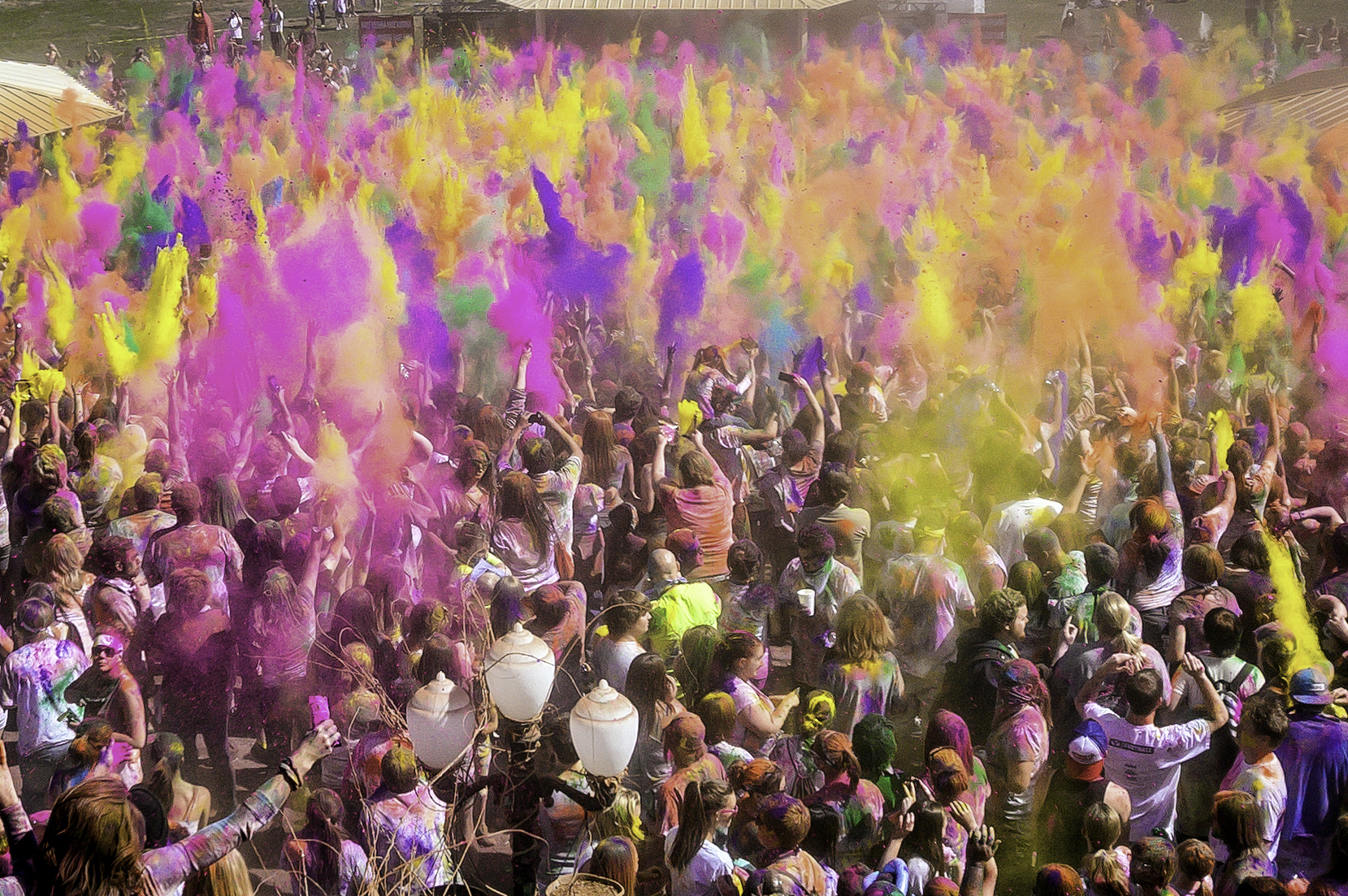
„Holi Festival of Colors“-Veranstaltung Spanish Fork, USA 2013
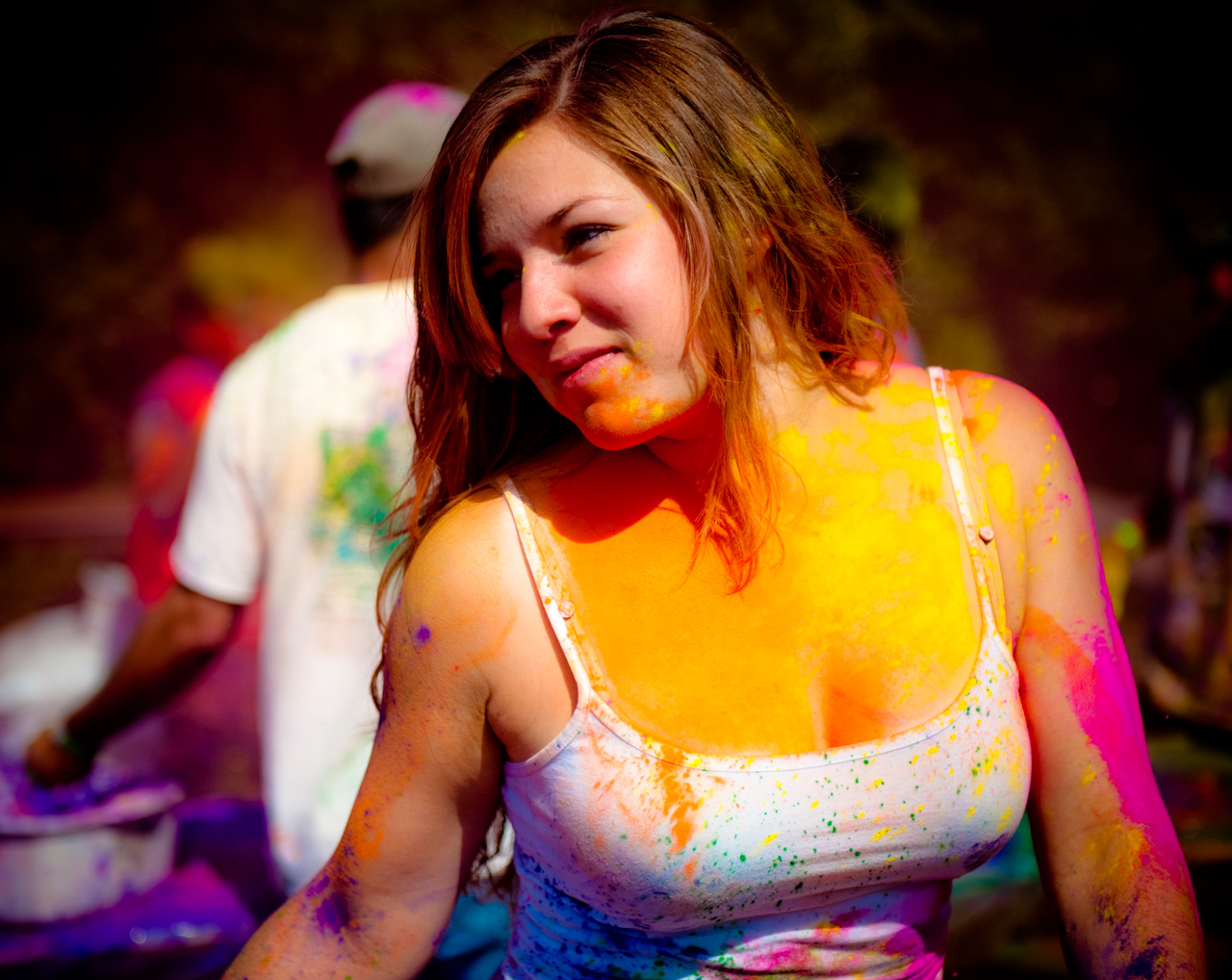
„Holi Festival of Colors“-Veranstaltung Stanford 2008

## Umwelt- und Gesundheitsrisiken
Das verwendete Pulver führt zu Feinstaubbelastungen und kann bei beteiligten Personen außerdem Husten, Augenreizungen und Hautprobleme auslösen.